# Rhinotragus dorsiger
Rhinotragus dorsiger là một loài bọ cánh cứng trong họ Cerambycidae.